# À la suite
À la suite (en el francés original, tras) era un empleo militar honorífico en algunos ejércitos alemanes.

## Características
El origen del término se encuentra en el ámbito militar prusiano. Posteriormente, este tipo de oficialidad se extendió a otros ejércitos del ámbito germánico como el bávaro, el del reino de Hannover o el del gran ducado de Hesse y el Rin. La existencia de esta oficialidad honorífica permitía que soberanos o príncipes extranjeros, personal militar agregado a embajadas o príncipes lucieran su uniforme militar correspondiente. 
En principio, este tipo de oficiales no ostentaba mando directo pero sí podían participar en un conflicto bélico junto con su regimiento.

## Prusia
En el ejército de Prusia, existían dos clases de oficiales à la suite.
- Oficiales à la suite del ejército: para asegurar el avance jerárquico en el ejército prusiano a los oficiales prusianos que provisionalmente tuvieran mando en regimientos extranjeros.
- Oficiales à la suite de un regimiento: para príncipes y generales u oficiales de un ejército extranjero.

También existían oficiales à la suite en ámbitos no combatientes como los cuerpos de sanidad militar o en la educación militar. Por último, los oficiales à la suite de Su Majestad eran aquellos que se encontraban bajo mando directo del emperador, pero sin mando sobre otros.

## Galería

Ejemplos de oficiales à la suite
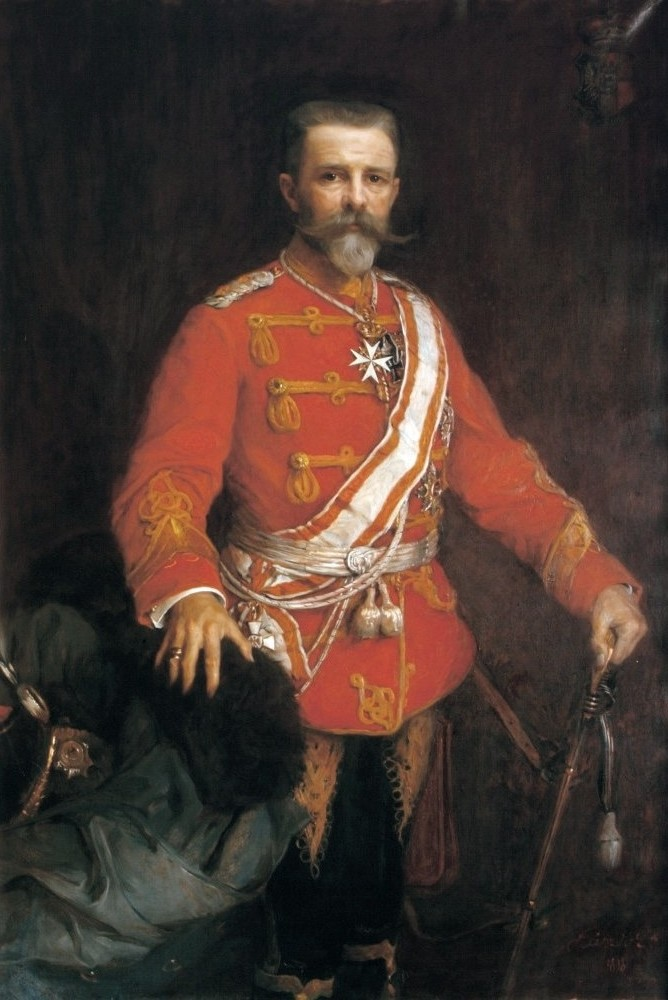
Víctor II de Ratibor, mayor general à la suite del ejército prusiano
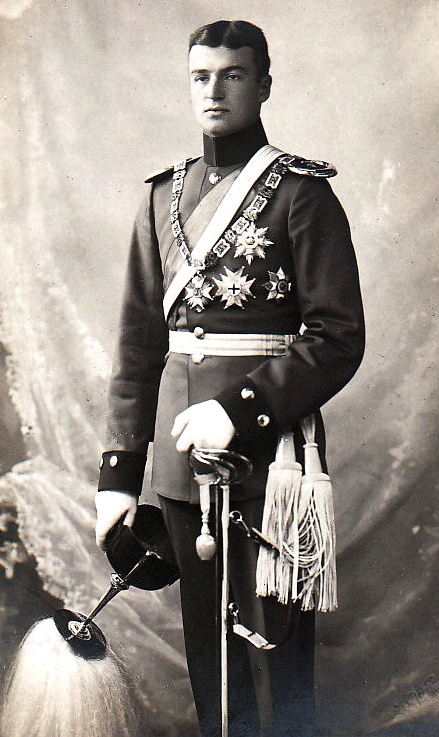
El duque Sigfrido en Baviera, teniente à la suite del Primer regimiento de caballería pesada del Ejército real bávaro
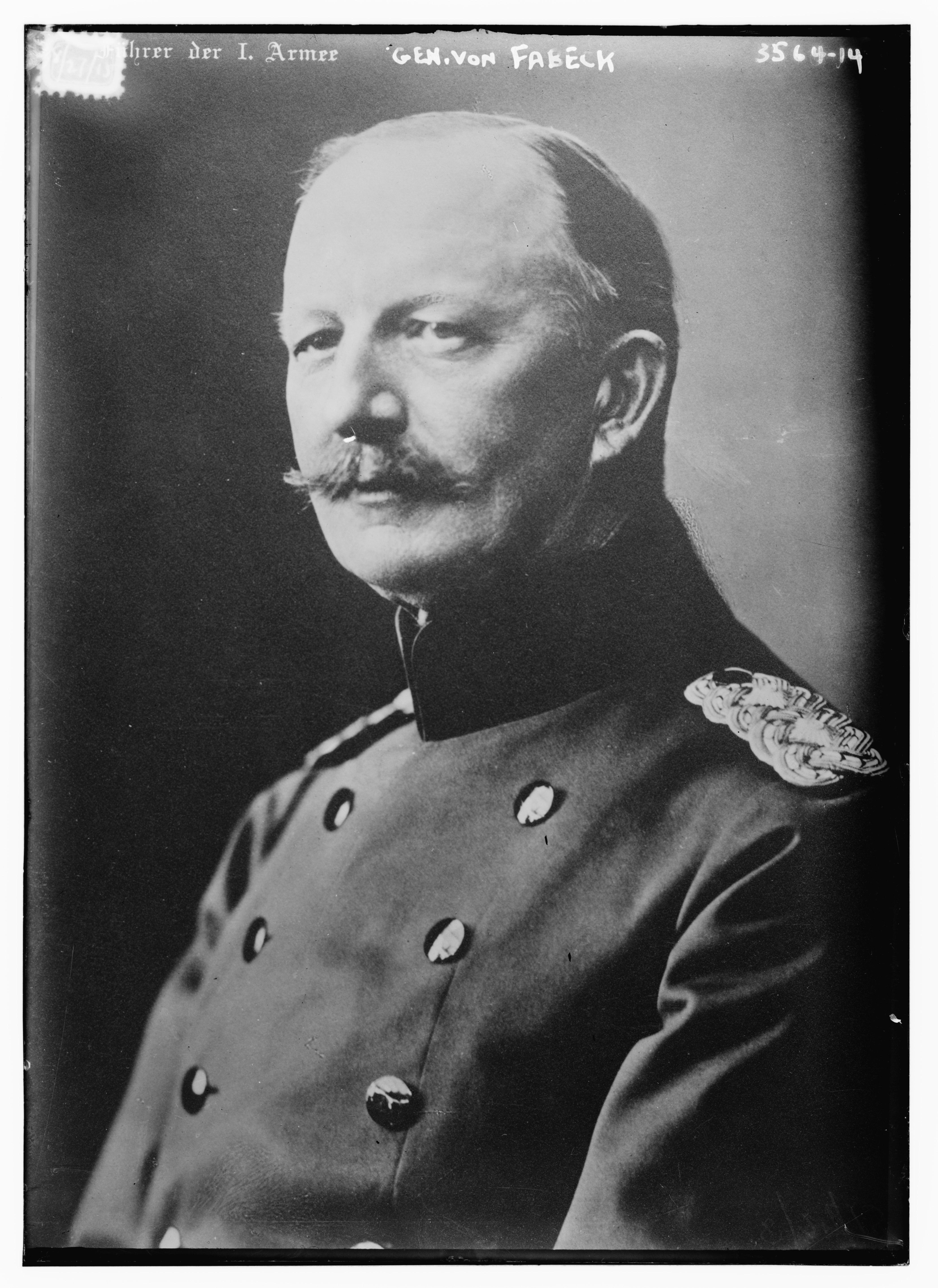
General à la suite del regimiento de infantería n.º 129 del Ejército de Prusia